# Astana Qazaqstan Team

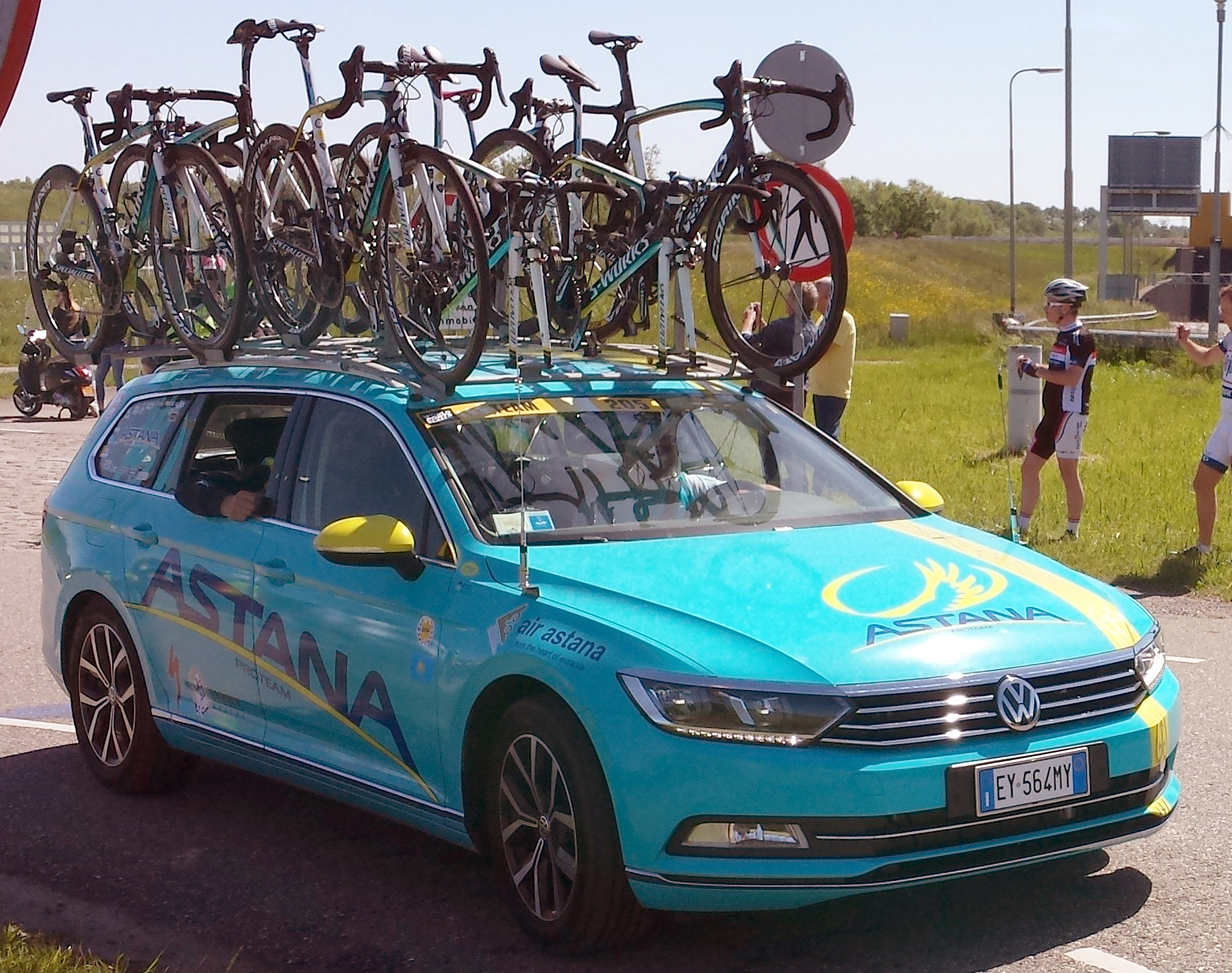
Veículo de serviço da equipa no World Ports Classic 2015

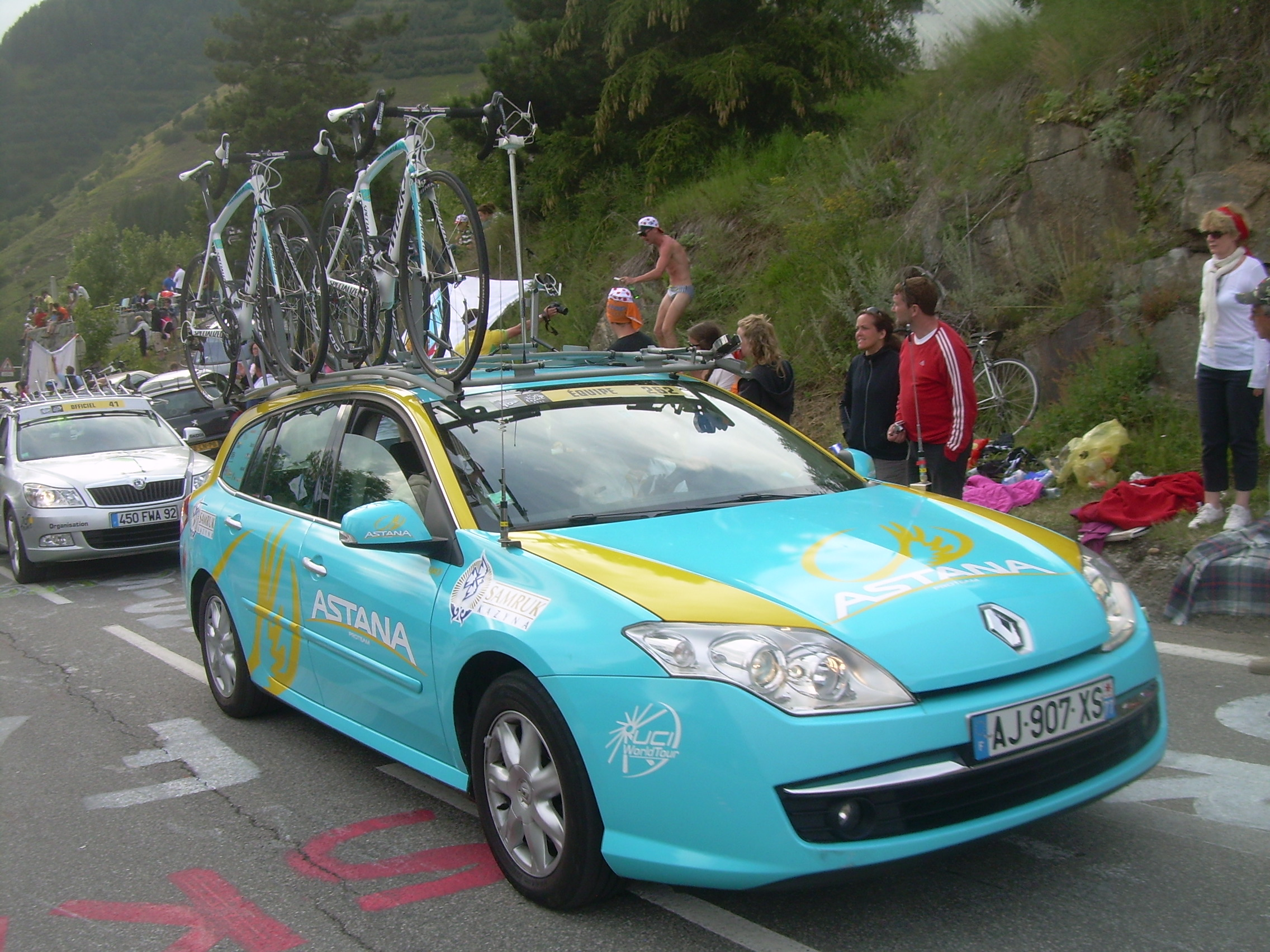
Carro da Astana na 19.ª etapa do Tour de France de 2011, na subida a Alpe d'Huez

Astana Pro Team (código UCI: AST) é uma equipa ciclista com licença Cazaque patrocinado pelo Governo do Cazaquistão, mediante uma coalizão de empresas públicas e localizada na capital do país, Astana. É de categoria UCI World Team, portanto participa no UCI World Tour e em algumas carreiras do Circuito continental. O seu director geral é o exciclista da equipa Alexandr Vinokourov.
Entre as suas vitórias mais destacadas encontram-se duas Tour de France (Alberto Contador em 2009 e Vincenzo Nibali em 2014), três Giro d'Italia (Alberto Contador em 2008 e Vicenzo Nibali em 2013 e 2016) e dois Volta a Espanha (Alberto Contador em 2008 e Fabio Aru em 2015).

## História

### Origem: da Operação Puerto a uma equipa cazaque

#### Detenção de Manolo Saiz
A 23 de maio de 2006, Manolo Saiz (máximo responsável e cabeça visível da equipa Liberty Seguros, antiga ONCE) foi detido pela Policia civil. No momento da sua detenção portava uma maleta com 60.000 euros em numerário e uma carteira isotérmica com substâncias dopantes, dando-se a circunstância de que essa mesma tarde devia se dirigir aos Pirenéus para ali se reunir com os seus ciclistas, dentro da concentração de preparação prévia ao Tour de France. Saiz foi liberto ao dia seguinte (24 de maio), depois de ter confirmado em sua declaração que parte de suas ciclistas recorriam aos serviços da rede de Fontes.

#### Adeus de Liberty Seguros
A 25 de maio, dois dias após as detenções, a empresa de seguros Liberty Seguros retirou o seu patrocínio à equipa de Manolo Saiz, pelos danos causados ao seu nome e ao ciclismo. Desta maneira a equipa ficou sem o financiamento do seu principal patrocinador, quando a temporada se encontrava em pleno início. A esquadra passou assim a se chamar unicamente Würth Team (o copatrocinador que permaneceu financiando à equipa), apagando as referências à Liberty das suas maillots, carros e autocarros para participar na Euskal Bizikleta.

#### Retirada temporal de Saiz
Saiz, quem num primeiro momento tinha mentido à sua equipa assegurando que o que portava no momento da sua detenção não eram substâncias dopantes senão produtos contra aasma, anunciou a 8 de junho a sua retirada temporal da direcção da equipa (sendo relevado pelo até então adjunto Marino Lejarreta), bem como das suas funções em organismos internacionais. Antes da sua retirada tinha trabalhado em encontrar um novo patrocinador para a equipa.

#### Chegada do dinheiro cazaque: Astana
O novo patrocinador finalmente chegou do Cazaquistão, país do corredor estrela da equipa, Alexander Vinokurov, quem chamou pessoalmente ao Primeiro-ministro do Cazaquistão, antigo ciclista e presidente da federação de ciclismo. A mudança de um patrocínio de oito milhões de euros, a equipa passava a chamar-se Astana-Würth Team, ao ser Astana o nome da capital do país na época e do principal holding empresarial cazaque e continuar Würth como copatrocinador da formação, da que seguia sendo proprietária Active Bay (propriedade a sua vez de Manolo Saiz). O novo maillot (com a cor azul turquesa da bandeira cazaque) foi estreada a 23 de junho de 2006, no Campeonato da Espanha em contrarrelógio.

#### O envolvimento de equipa e ciclistas, publicada
A 25 e 26 de junho o diário El País publicou que mais da metade do plantel da equipa foi identificada pela Policia civil entre os clientes da rede de dopagem desarticulada. Entre a documentação intervinda nos registos às moradias de Eufemiano Fuentes, acharam-se folhas de impressora do programa Excel oficiais da equipa Liberty Seguros, que continham calendários de preparação individualizados para vários dos seus corredores; ditos calendários de preparação incluíam medicamentos (EPO, hormona do crescimento, IGF-1, HMG ou doses de testosterona) e extrações/reinfusões sanguíneas. Também se achou em poder de Fuentes um cartão plastificada de 2004 com os nomes e números de telefone (de casa e de móvel) de técnicos e ciclistas da equipa.
Revelou-se assim mesmo que os médicos oficiais da equipa teriam como função "apagar os fogos" criados por Fuentes, isto é, evitar que as práticas dopantes de seus corredores supusessem positivos nos controles antidopagem.
Depois destas revelações, a participação da equipa no Tour de France de 2006 ficou seriamente comprometida depois de descobrir-se o envolvimento de responsáveis e ciclistas da formação na rede de dopagem desarticulada, não podendo disputar finalmente a Grande Boucle (se veja abaixo).

#### Fora do Tour de France de 2006

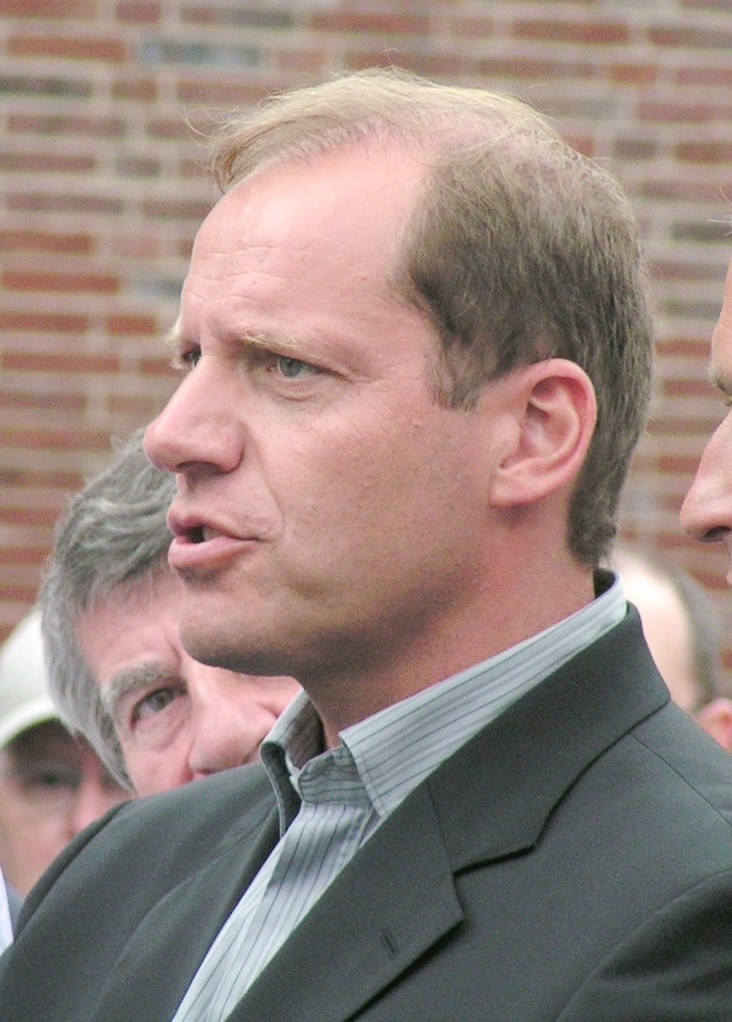
Christian Prudhomme, director do Tour de France

A 22 de junho a Astana-Würth (continuador da Liberty Seguros e propriedade de Manolo Saiz) foi ratificado para a sua disputa no Tour de France de 2006 pela UCI, ao não dispor nesse momento de suficientes provas na contramão da equipa. No entanto, a 25 e 26 de junho o diário El País publicou uma extensa reportagem sobre a investigação do caso realizada pela Policia civil, revelando-se o envolvimento de responsáveis e ciclistas (mais da metade do total) na rede de dopagem desarticulada.
Como consequência de ditas revelações, a 26 de junho pela tarde o director do Tour de France comunicou por fax à equipa (bem como à UCI e a Associação de Equipas) que não permitiria a sua participação na prova depois das informações publicadas para manter o bom nome da Grande Boucle, amparando em seu direito de não admitir a formações indesejáveis. A equipa recorreu essa decisão, e a 29 de junho o TAS autorizou à equipa a participar no Tour, na contramão da tese da organização.
Esse 29 de junho o juiz Serrano levantou parcialmente o segredo de sumário, e o CSD espanhol enviou à UCI e às autoridades francesas um resumo de 50 páginas do relatório de 500 páginas realizado pelos pesquisadores da Policia civil. A organização, depois de estudar o relatório, excluiu a 30 de junho (um dia antes do início da carreira) a cinco (Beloki, Contador, Davis, Nozal e Paulinho) dos nove inscritos pela equipa pelo seu envolvimento na trama de dopagem. O director da Grande Boucle, Christian Prudhomme, acusou à formação de praticar uma dopagem organizada, e sugeriu que de ter disposto do relatório 24 horas antes o próprio TAS teria negado à equipa a possibilidade de tomar parte na ronda gala.
O facto de que mais da metade dos corredores inscritos pela formação se encontrassem em dita situação fez que os quatro ciclistas da equipa inscritos e não implicados (incluído o chefe de filas chegado para esse ano, Alexander Vinokourov) também não pudessem participar ao não contar a esquadra com o mínimo requerido de corredores (cinco) para poder tomar a saída.
Por este motivo, finalmente nenhum ciclista da equipa continuadora da Libery Seguros, a cujos corredores clientes se referia Eufemiano Fuentes como os azuis pela cor da sua maillot, tomou a saída de uma ronda rainha que começava a 1 de julho em Estrasburgo.

#### Adeus do copatrocinador Würth
A empresa Würth, copatrocinadora da equipa, abandonou o patrocínio da formação de Active Bay a 4 de julho como consequência da não participação no Tour de France. A firma alemã recordou que já tinha advertido aos dirigentes da esquadra que em caso que o conjunto fosse excluído de alguma competição deixaria do patrocinar. Como consequência da saída da Würth, a equipa passava a se chamar unicamente Astana.

#### Domínio cazaque na Volta

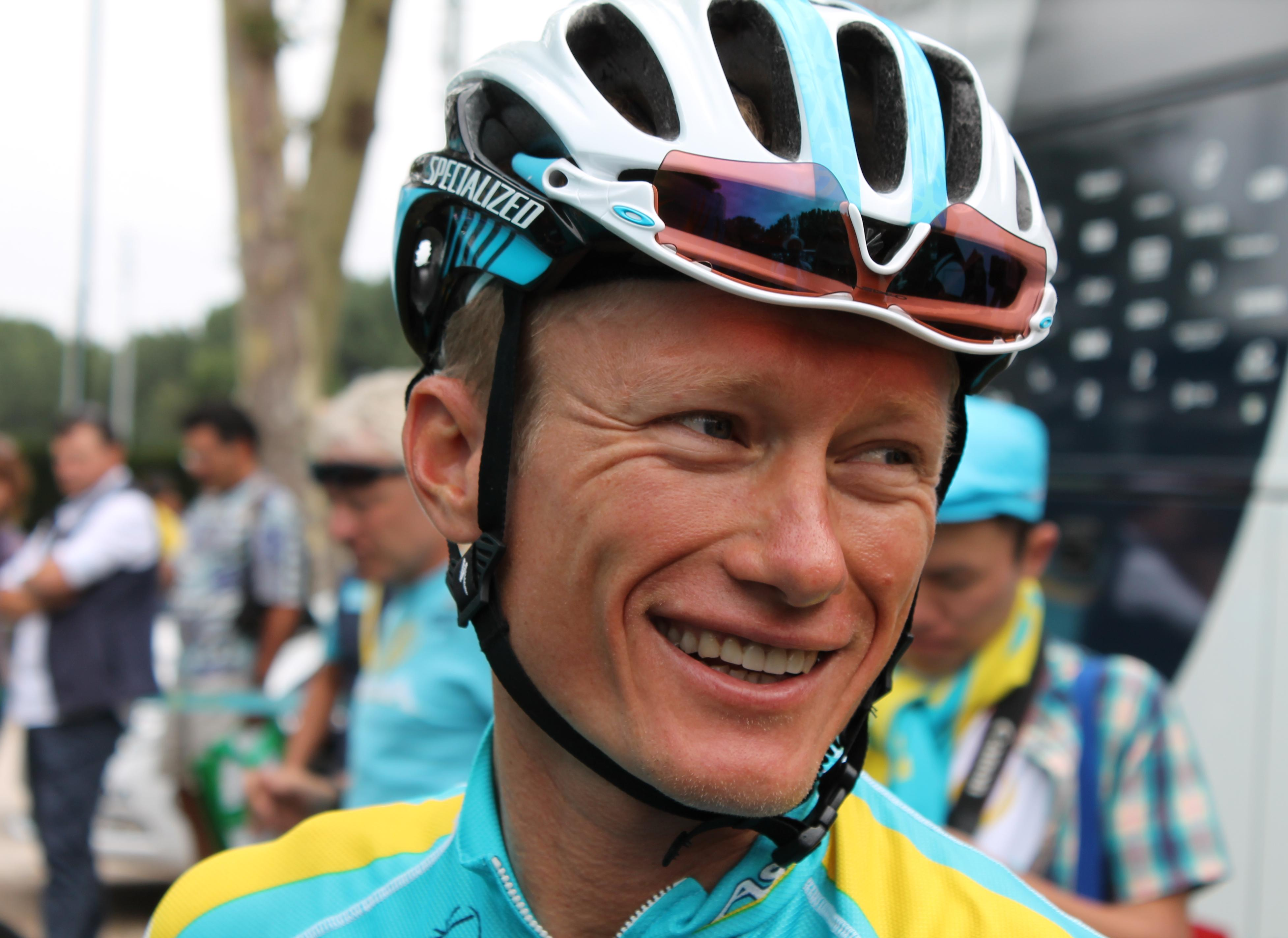
Alexander Vinokourov, ganhador da Volta a Espanha de 2006

Alexander Vinokourov ganhou a Volta a Espanha, fazendo-se com o maillot ouro da geral. No pódio final de Madri esteve acompanhado pelo seu compatriota e colega de equipa Andrey Kashechkin, que terminou terceiro. Ambos ciclistas esquivaram um controle antidopagem surpresa (antes da 15.ª etapa): eram os dois únicos ciclistas da Astana que já viajavam à saída (e por tanto não estavam o resto da equipa) quando chegaram os controladores da UCI para tomar umas amostras.

#### Desaparecimento e legado
A estrutura de Manolo Saiz desapareceu oficialmente a 15 de dezembro de 2006, quando a UCI retirou a licença ProTour a Active Bay (empresa de Saiz e Antón proprietária da equipa). A decisão da UCI deveu-se a que Active Bay não podia garantir o respaldo de um patrocinador para a seguinte temporada (2007).

### Inícios e queda de Biver e Vinokourov
Os investidores cazaques decidiram criar uma equipa independente para a seguinte temporada (2007), desvinculado da estrutura de Manolo Saiz. Assim, se criou uma nova equipa Astana dirigido por Marc Biver, dono da sociedade suíça Zeus Sarl, proprietária da licença ProTour concedida pela UCI a 18 de dezembro. O chefe de filas do novo Astana seguiria sendo Alexander Vinokourov, integrando-se grande parte do elenco da Astana 2006 de Active Bay (Manolo Saiz) no Astana de 2007 de Zeus Sarl (Marc Biver).

#### 2007: positivos de Vinokourov e Kashechkin

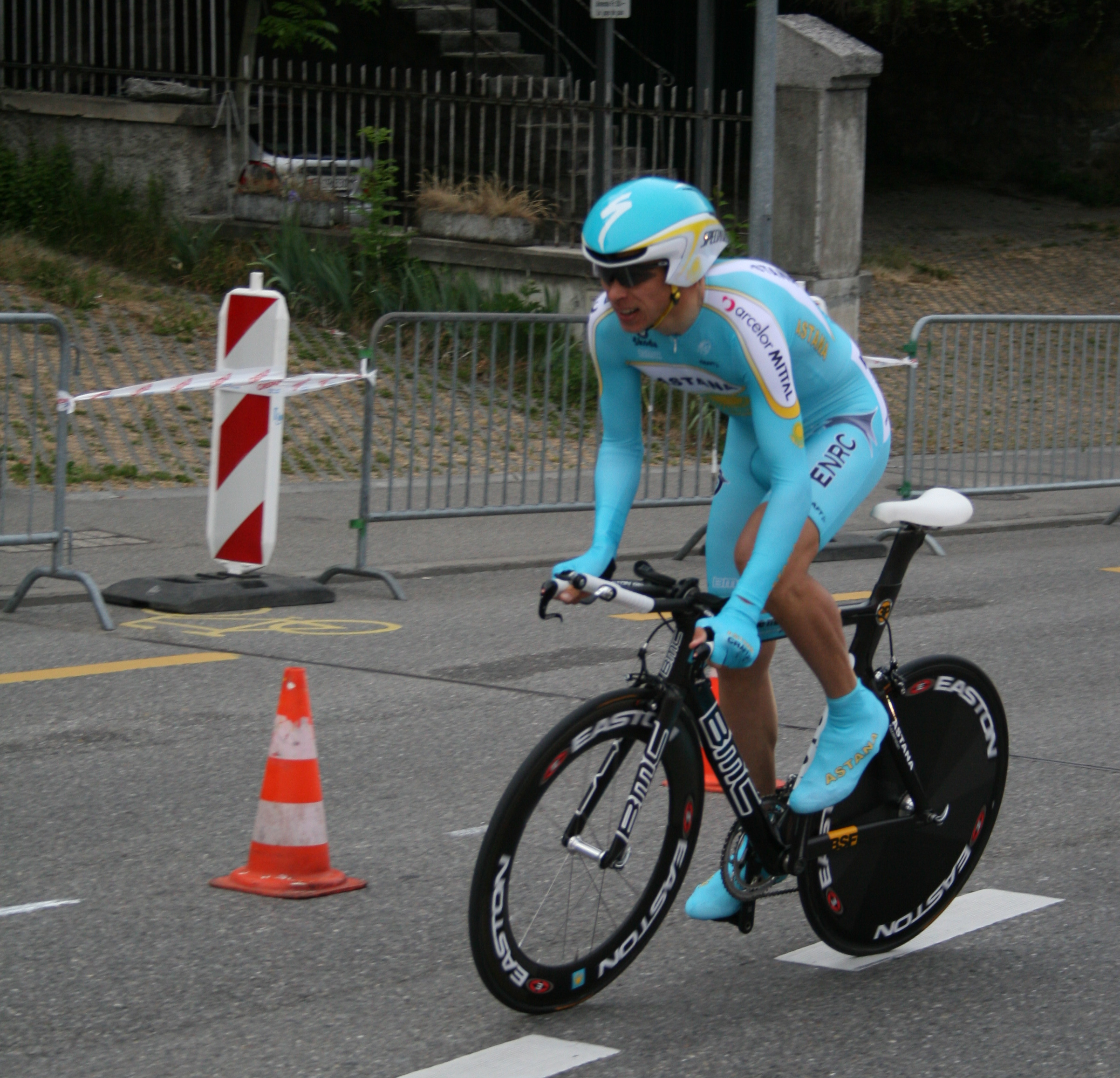
Andrey Kashechkin

No Tour de France de 2007 sofreu um novo escândalo de dopagem com o dobro positivo de Vinokourov e Andrey Kashechkin, ambos por transfussão sanguínea homóloga.

### A era Bruyneel
O escândalo do Tour de France de 2007 obrigou a Daniyal Akhmetov (presidente da federação ciclista cazaque e premiêr do seu país) a procurar a fundação de uma terceira versão do Astana para 2008. Desta vez, com sede no Luxemburgo e em mãos do belga Johan Bruyneel, que contou com a estrutura do desaparecido Discovery Channel e vários corredores do mesmo, entre eles o campeão do Tour de France de 2007, o espanhol Alberto Contador.

#### 2008: Giro e Volta com Contador

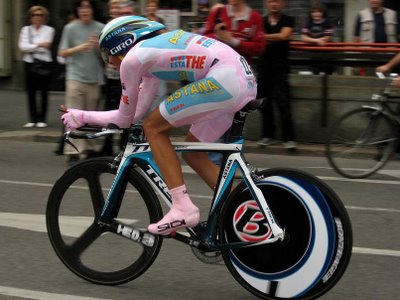
Alberto Contador, com a maglia rosa de líder da classificação geral do Giro d'Italia, na CRI final de Milão

Pese à nova estrutura da equipa, a organização do Tour anunciou que a equipa Astana não seria admitido nesse ano, o qual deixava a Alberto Contador, vigente campeão da máxima prova ciclista, sem possibilidade de defender o seu título, pese a que este não tinha estado na equipa em 2007, quando saltaram os positivos de Vinokourov e Kashechkin. Contador, pese a saber que em caso de ir a outra equipa poderia participar no Tour, decidiu permanecer na equipa.
Não obstante, a temporada resultou satisfatória para o Astana pese a sua ausência nas estradas francesas. Alberto Contador ganhou várias provas durante a Primavera, entre elas a prestigiosa Volta ao País Basco, na que também conquistou duas etapas.
Em maio de 2008, o alemão Andreas Klöden impôs-se na Volta à Romandia e Contador ganhou o Giro d'Italia, pese a que a sua equipa foi convidada à última hora, quando ele estava de férias na praia com a sua noiva Macarena. Posteriormente, o ciclista espanhol ganhou a Volta a Espanha de 2008, conseguindo assim alçar com a tripla coroa de três grandes voltas por etapas do calendário internacional (Tour, Giro e Volta). No pódio acompanhou-lhe, ocupando o segundo posto na classificação geral, o seu colega Levi Leipheimer.

#### 2009: Tour para Contador, pódio de Armstrong e excisão

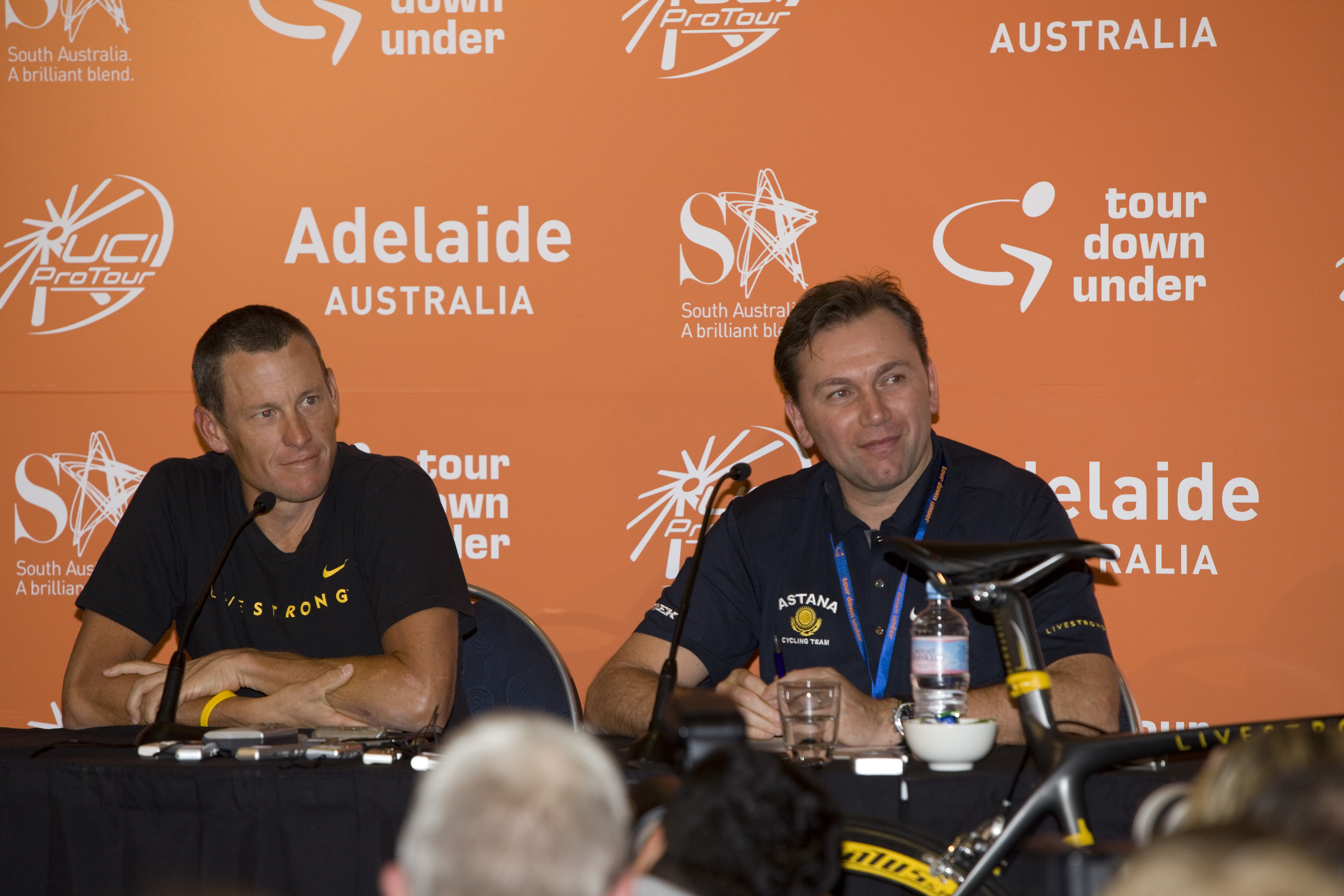
Lance Armstrong e Johan Bruyneel, numa roda de imprensa conjunta em janeiro

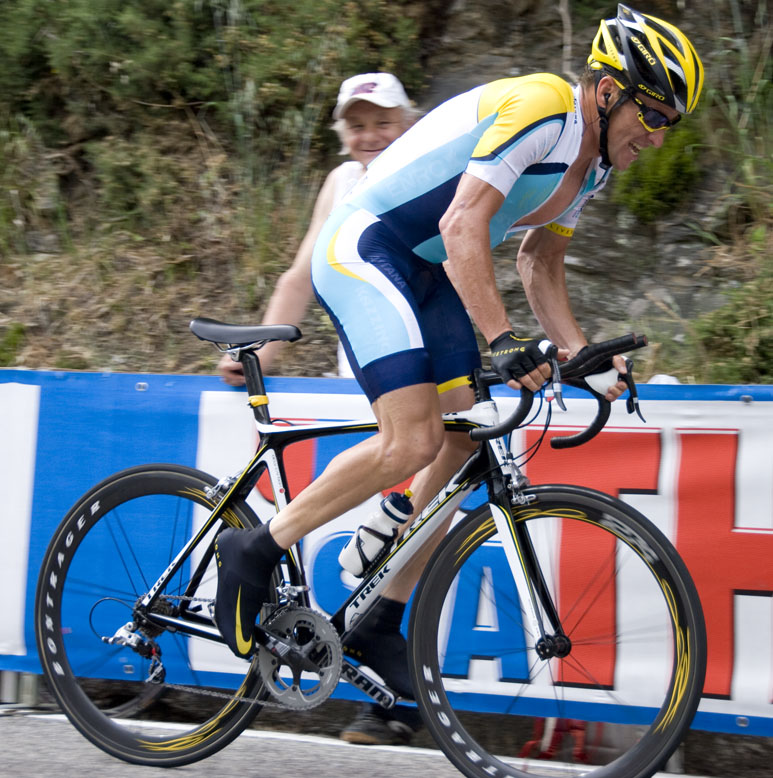
Armstrong, com 0 equipamento sem o nome Astana no Giro d'Italia de 2009

##### Regresso de Armstrong
Face à temporada de 2009 anunciou-se o regresso ao ciclismo de Lance Armstrong com a equipa Astana. Armstrong, nesse momento heptacampeão do Tour de France, tinha estado três anos retirado do ciclismo profissional (2006-2008) e voltava à competição com 37 anos e na equipa dirigida pelo seu amigo Johan Bruyneel, director nos sete vitoriosos Tours do texano com as equipas US Postal e a sua posterior denominação, Discovery Channel.
O regresso de Armstrong, quem anunciou a sua intenção de correr o Tour desse ano (ao que sim poderia ir o Astana, depois do veto do ano anterior), acordou um grande interesse, bem como o facto de que fora a compartilhar equipa com Alberto Contador, ganhador do Tour de France em 2007 e do Giro d'Italia e a Volta a Espanha em 2008. O primeiro encontro entre Armstrong e Contador teve lugar na concentração invernal da equipa em Tenerife, em dezembro de 2008. No entanto, Armstrong e Contador disputariam diferentes carreiras de preparação para o seu objectivo de estar ao máximo no Tour de France.

##### Diferenças por Vinokourov
Durante a Primavera o governo cazaque teve um choque com Bruyneel e Armstrong quando ambos se manifestaram contrários à volta de Alexander Vinokourov uma vez que este cumprisse a sua sanção no final de julho.  Cazaquistão não pagou os salários de abril e a UCI lhe deu um prazo até 31 de maio para o fazer. Inclusive durante o Giro d'Italia, Armstrong e 7 colegas mais apagaram do maillot a palavra "Astana", excepto o cazaque Andrey Zeits. Finalmente o governo do Cazaquistão pagou as dívidas e assegurou os salários até ao fim de ano, com a condição de que Bruyneel e Armstrong se fossem da equipa ao terminar a temporada. Sabendo que a situação já não dava para mais, ambos começaram a trabalhar no projecto do Team RadioShack.
Mas o problema continuou já que Bruyneel seguia contrário a contratar a Vinokourov. O belga ao ser o director da equipa, era quem podia assinar o contrato com Vinokourov e nos acordos com Cazaquistão figurava que estava obrigado a contratar a dez ciclistas cazaques, condição que cumpria. Dois dias antes de iniciar o Tour de France, "Vino" directamente ameaçou a Bruyneel manifestando "Esta equipa foi criada por mim. Se não há entendimento, Johan terá que deixar a equipa".

##### Caminhos separados
Os caminhos para o Tour de France das duas máximas figuras da equipa foram diferentes. Contador e Armstrong só coincidiram na Volta a Castela e Leão, ainda que de facto somente numa etapa já que Armstrong abandonou.
Contador começou com a Volta ao Algarve, carreira que ganhou. Depois venceu em duas etapas (a contrarrelógio inicial e a etapa rainha, com final na Montanha de Lure) na Paris-Nice, mas não pôde revalidar o seu triunfo do ano anterior na geral como consequência de uma paragem depois de ter tentado saltar aos ataques de Luis León Sánchez numa etapa com constantes subidas e descidas. Na Volta a Castela e Leão finalizou em 2º e pouco depois ganhou a Volta ao País Basco, onde além da geral (revalidando o seu triunfo de 2008) ganhou também as duas etapas decisivas (a etapa rainha com final em Arrate e a contrarrelógio final de Zalla). Depois de uma paragem para recuperar-se, voltou pouco antes do Tour com um terceiro posto na Dauphiné Libéré e o seu triunfo no Campeonato da Espanha contrarrelógio.
Armstrong, por sua vez, regressou à competição no Tour Down Under. Depois correu no seu país no Volta a Califórnia onde finalizou em 7º e posteriormente a Milão-Sanremo. Pouco depois foi à Volta a Castela e Leão, onde na primeira etapa sofreu uma queda e se fracturou a clavícula, circunstância que prejudicou a sua preparação para o Giro d'Italia. Regressou no final de abril no Tour de Gila, onde foi 2º. No Giro, o texano finalizou em 12º, no que era sua primeira participação na rodada italiana, depois de não ter podido aguentar o ritmo dos grandes favoritos nas etapas de alta montanha. Posteriormente fez uma concentração em altura em Aspen, Colorado.

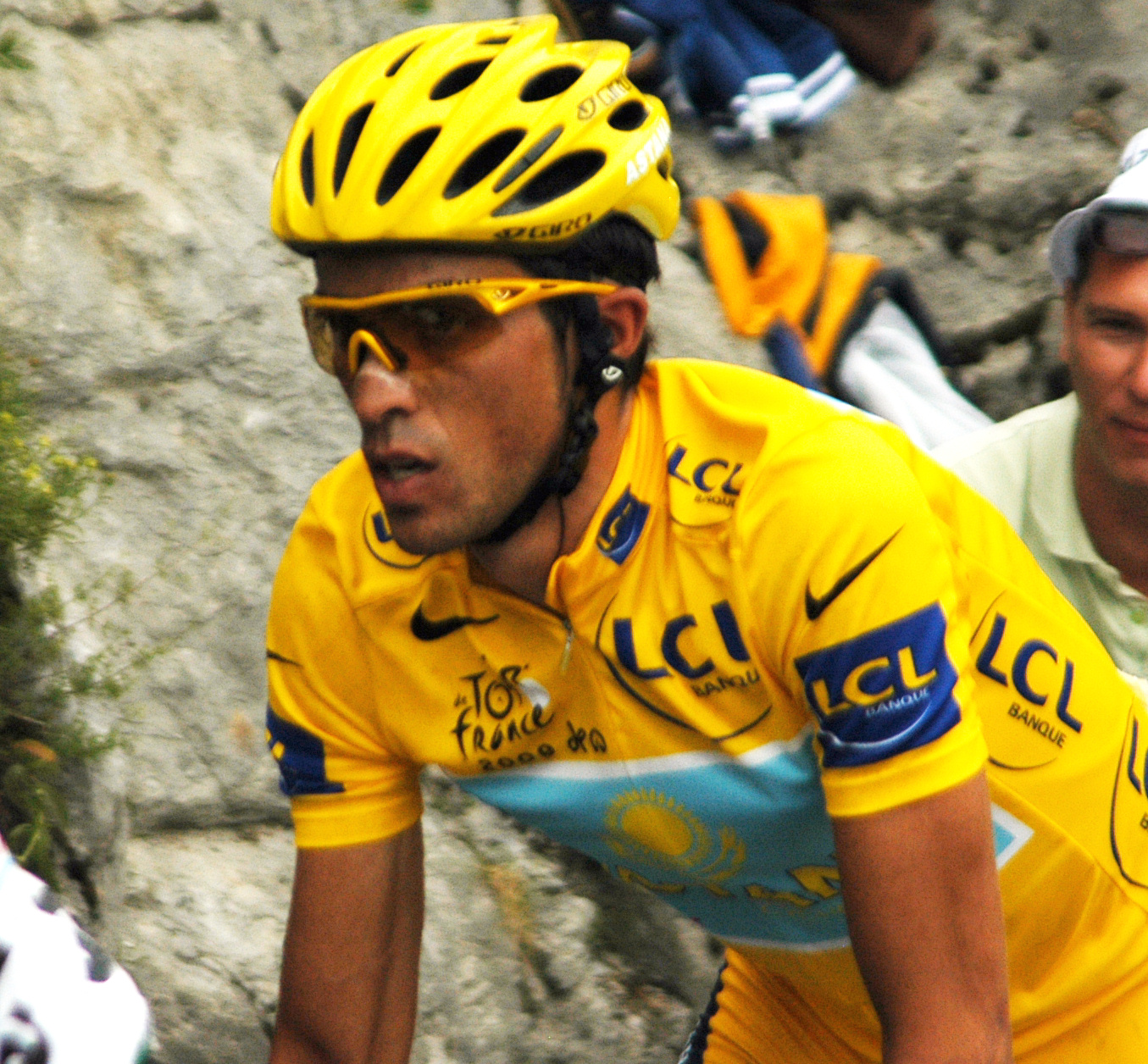
Alberto Contador, com o maillot amarelo

##### Tour: Victoria, mas com relações complicadas
No Tour de France, Alberto Contador ganhou a classificação geral e duas etapas (incluindo a contrarrelógio longa junto ao Lago de Annecy, onde se impôs ao especialista Fabian Cancellara). Lance Armstrong, em seu regresso à rodada francesa depois de ter-se ausentado as três edições anteriores, conseguiu ser terceiro e subiu assim ao pódio, no que Andy Schleck foi segundo. A equipa arrendondou a sua boa actuação ganhando a classificação por equipas, além de ter obtido a vitória na contrarrelógio por equipas. Andreas Klöden terminou sexto na geral, pelo que três dos seis primeiros (e dois dos três que subiram ao pódio, incluindo o ganhador Contador) eram do Astana. O quarto homem da equipa com aspirações face a conseguir um posto de honra, Levi Leipheimer, teve que se retirar como consequência de uma queda antes da chegada das etapas decisivas de montanha.

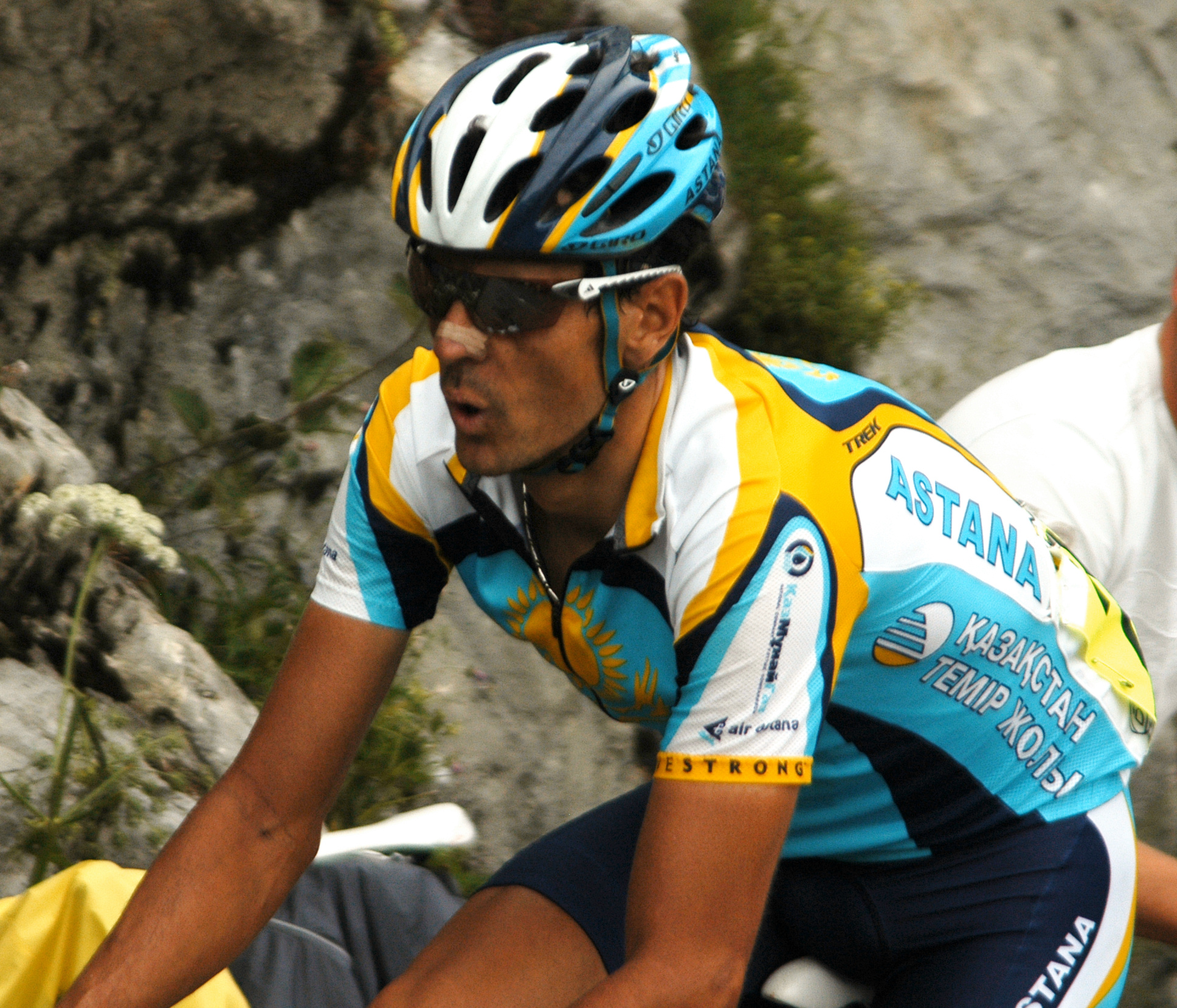
Andreas Klöden, na ascensão à Colombiere

No entanto, os triunfos registados na Grande Boucle viram-se eclipsados pelas tensões internas entre Contador e a estrutura do binómio Armstrong/Bruyneel. Conquanto no prévio Bruyneel tinha declarado que Contador seria o chefe de filas e que entre o espanhol e Armstrong não tinha rivalidade, nos factos foi todo o contrário.
Essas más relações, fizeram-se visíveis na terceira etapa quando a impulso da equipa Columbia-HTC se produziu um corte no pelotão à falta de 20 km. Enquanto Contador ficou o pelotão principal, Armstrong, Zubeldia e Popoviych ficaram no grupo fugido e por ordem de Bruyneel passavam a dar relevos. Em meta, o espanhol perdeu 41 s, o que levou a que baixasse da segunda posição à quarta na geral e que Armstrong ascendesse à terça. Depois, na etapa alpina com meta em Le Grand-Bornand e quando Contador já era o líder da geral, um quarteto de cabeça formado por dois corredores da Astana (o maillot amarelo Contador e Klöden) e dois do Saxo Bank (Andy e Frank Schleck) iam em fuga quando se produziu o ataque de Contador na subida à Colombiere, que não descolou aos seus rivais mas sim a seu colega de equipa Klöden, quem perdeu assim as suas opções de subir ao pódio. Em meta Contador pediu desculpas, mas igual recebeu críticas de Leipheimer e Armstrong através do Twitter. No dia seguinte, Bruyneel preferiu seguir a Armstrong na crono de Annecy e não ao líder da carreira Contador. Depois da etapa, Armstrong anunciou a criação de uma nova equipa para 2010, a RadioShack, ao que nas seguintes semanas se uniram Bruyneel e a maior parte de corredores do Astana durante a era do director belga (incluindo a Leipheimer, Klöden, Horner, Rubiera, Zubeldia, Brajkovič, Popovych e Paulinho), bem como o patrocínio da marca de bicicletas Trek.

##### Regresso de Vinokourov
Enquanto a princípios de agosto produziu-se o regresso de Alexander Vinokourov às estradas depois da suspensão. Ainda não se tinha chegado a um acordo com Bruyneel e correu um critérium no França e o Tour de l'Ain defendendo à selecção do Cazaquistão. A 24 de agosto, as negociações chegaram a acordo e assinou um novo contrato, sendo incluído na equipa para a Volta a Espanha. O regresso de Vinokourov como era de esperar não foi o melhor. Fora de forma, não largou na 12.ª etapa depois do dia de descanso. Depois do regresso, Vinokourov apostou forte por Contador, declarando que a prioridade era manter na equipa e que queria que fora o líder em 2010, estando disposto a ajudar ao espanhol no Tour.

### Nova era

#### 2010: Liège para Vinokourov e Tour para Contador
Para a temporada de 2010 a equipa foi vestida por Moa e usou bicicletas Specialized. O governo do Cazaquistão investiu no projecto 14,5 milhões de euros, com o qual se garantia a continuidade de Alberto Contador na equipa junta com um bloco de corredores novos que lhe ajudassem em seus objectivos, depois da partida de 12 corredores de 2009 ao Team RadioShack. Alguns dos novos nomes da equipa eram os espanhóis Óscar Pereiro, David de la Fuente e Josep Jufré, os italianos Paolo Tiralongo e Enrico Gasparotto e os cazaques Valentin Iglinskiy e Dmitriy Fofonov.
Repetindo o calendário do ano anterior, Contador ganhou Algarve, Paris-Nice e a Volta a Castela e Leão e foi  2º no Critérium du Dauphiné e 3º na Flecha Valona. Enquanto Vinokourov, sabendo que o espanhol seria o líder no Tour, centrou a sua temporada no Giro d'Italia e as clássicas, esperando estar na ronda gala como gregário do de Pinto.

##### Liège: A volta de Vinokourov
No final de abril, Vinokourov ganhou o Giro do Trentino e depois conseguiu a primeira vitória importante desde seu regresso quando se impôs na Liège-Bastogne-Liège ao especificar uma escapada junto ao russo Alexandr Kolobnev. Mais de um ano depois, Vinokourov foi acusado de ter-lhe "comprado" a vitória a Kolobnev por uma revista suíça, e ambos foram chamados a declarar à UCI. No Giro d'Italia conseguiu vestir a maglia rosa durante 5 jornadas e finalizou na 6.ª posição.

##### Tour de France: Triunfo de Contador e posterior desclassificação
No prévio ao Tour de France supunha-se que a luta pelo título seria entre Alberto Contador e Andy Schleck. O espanhol seria o líder da equipa, com Vinokourov fazendo parte dele. Depois do passo pelos Alpes, Schleck comandava a classificação geral e Contador era 2º a 41 segundos do luxemburguês. Na etapa 12 Vinokourov fez parte da escapada do dia, sendo o último em ceder. Foi atingido e ultrapassado pelo próprio Contador e Purito Rodríguez (que tinham saído do pelotão) no último quilómetro e Contador recortou 10 segundos a vantagem de Schleck. Ao dia seguinte, Vinokourov tomou-se relance e ganhou a etapa em Revel, depois de atacar a 6 km para a meta e chegar em solitário. Na 15.ª etapa, em plena ascensão ao Port de Balès e a 22 km para o final, Andy Schleck atacou, Contador respondeu ao demarrage e quando estava pelo atingir ao luxemburguês se lhe saiu a corrente. Contador continuou e junto a Samuel Sánchez e Denis Menchov deixaram a Schleck atrás, quem teve que se deter a consertar o defeito. Na meta, Contador chegou 39 segundos antes e colocou-se o maillot amarelo pela primeira vez na carreira. Esta situação de aproveitar da avaria mecânica provocou um forte debate sobre se a atitude de Contador tinha sido correcta ou não. Enquanto uns se inclinavam porque deveria o ter esperado, outros asseguravam que são situações de carreira. A vantagem de 8 segundos na geral, Contador ampliou-a a 39 na contrarrelógio da penúltima etapa, coroando-se assim, triplo ganhador do Tour. Dois meses depois anunciou-se o possível caso de dopagem por clenbuterol e depois de mais de um ano e meio finalmente foi-lhe tirada a vitória e outorgada a Schleck.

##### Saída de Alberto Contador
Durante a disputa do Tour, os responsáveis pela equipa mantiveram contactos com Contador, com o fim de renovar o contrato que vencia a fim de ano. As partes não estavam bem longe de assinar mas as ofertas de outras equipas interessadas produziram um distanciamento nas negociações. A equipa Astana, ao dia seguinte de terminar o Tour, enviou-lhe um ultimato pedindo-lhe que definisse o que faria. Contador recusou o ultimato e não aceitou renovar com a equipa cazaque. Uma semana depois confirmou-se que Contador se marchava ao Saxo Bank de Bjarne Riis, para substituir ao seu principal rival no Tour, Andy Schleck.

#### 2011: Temporada sem grandes brilhos

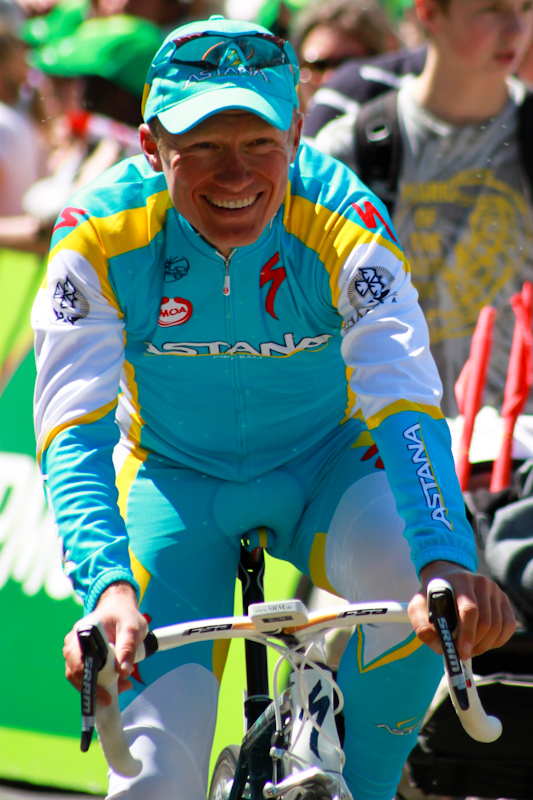
Vinokourov no Tour da Romandia de 2011

A saída de Contador também produziu que se marchassem o resto dos espanhóis. Benjamín Noval, Jesús Hernández e Dani Navarro seguiram ao pintenho ao Saxo Bank. Para substituir as baixas chegaram como principais contratações, Roman Kreuziger e Robert Kiserlovski da Liquigas-Doimo.
Com Vinokourov e Kreuziger como máximas figuras, ao início da temporada "Vino" anunciou que seria a sua última temporada como ciclista profissional e que esperava se vestir de amarelo no Tour de France. Kreuziger por sua vez seria o líder no Giro d'Italia.
Mas as coisas não saíram tão bem como em temporadas anteriores. Teve alguns triunfos de etapa como na Paris-Nice (Rémy Di Gregorio), a Volta ao País Basco e o Volta à Romandia (Vinokourov) ou o Giro d'Italia (Paolo Tiralongo). No Giro ganhou-se a classificação por equipas e Roman Kreuziger foi sexto (quinto depois da desclassificação de Contador) e Vinokourov foi terceiro no Tour de Romandia e o Critérium do Dauphiné. Mas o momento mais amargo para o Astana chegou durante o Tour de France, quando Vinokourov abandonou na 9.ª etapa depois de cair-se baixando o Passo de Peyrol e fracturar-se a cabeça do fémur. O máximo líder da equipa deveu ser operada e em princípio anunciou que se retirava do ciclismo profissional, mas um mês e meio depois começou a treinar e se repensou a situação. Decidiu seguir uma temporada mais já que as poucas vitórias tinham colocado à equipa na 14.ª posição do UCI World Tour com apenas 434 pontos, 230 obtidos por Vinokourov e sem seus pontos, o Astana corria risco de perder a categoria ProTeam.

#### 2012: Vinokurov, último ano como ciclista
A contratação mais importante para 2012 foi a do esloveno Janez Brajkovič, que retornou à equipa depois de dois anos no RadioShack. Junto a Aleksandr Vinokúrov e Roman Kreuziger, seria um dos líderes da equipa.
Em março Kreuziger teve uma boa Tirreno-Adriático, onde foi terceiro. Nas clássicas arrendondou-se uma destacável actuação com a vitória de Enrico Gasparotto na Amstel Gold Race e na Liège-Bastogne-Liège onde ganhou Maxim Iglinskiy e Gasparotto foi terceiro.
No Giro d'Italia Kreuziger novamente foi o líder. O Astana ganhou duas etapas, a 7.ª por intermediário de Paolo Tiralongo em Rocca di Cambio e a 19.ª pelo próprio Kreuziger em forma solitária em Alpe di Pampeago. O checo foi o melhor da equipa na classificação geral mas longe da luta, na posição 15, a 20 minutos do ganhador Ryder Hesjedal.
Enquanto Vinokúrov praticamente não tinha corrido durante a temporada. Correu em fevereiro o Tour de Langkawi e em princípio estaria no Giro, mas preferiu centrar-se no Tour e os jogos olímpicos. Regressou às estradas logo em junho no Critérium do Dauphiné onde o seu colega Brajkovič finalizou em 7º. O Tour de France era a última Grande Volta que correria o cazaque, e ainda que destacou com vários ataques e na etapa rainha dos Pirenéus onde chegou 4º, não pôde finalizar melhor que 31º. Janez Brajkovič, que foi o líder para o Tour finalizou em 9º.
Uma semana após finalizado o Tour, Vinokúrov alçou-se com a medalha de ouro na carreira em estrada dos Jogos Olímpicos de Londres. Depois desse triunfo, disse adeus definitivo ao ciclismo activo na Clássica de San Sebastián onde correu sua última carreira e posteriormente foi confirmado como novo director geral da equipa a partir de 2013.

#### 2013: Vincenzo Nibali, novo líder
O baixo rendimento de Roman Kreuziger no qual estavam semeadas esperanças, fazia supor a sua saída para 2013. Isto mais a retirada de Vinokúrov, levou ao Astana a procurar um novo líder para a equipa. O mesmo foi Vincenzo Nibali que depois de desacordos com a sua equipa (a Liquigas) decidiu sair e depois de ser 3º no Tour 2012, foi contratado pela equipa. Nibali trouxe consigo a dois gregários da sua confiança como Valerio Agnoli e Alessandro Vanotti. Ademais somou-se a chegada de Jakob Fuglsang, enquanto as baixas principais foram as de Kreuziger e Robert Kiserlovski.
Os objectivos de Nibali para a temporada eram duas, Giro e Volta e os resultados não se fizeram esperar. Ganhou a Tirreno-Adriático, por sobre Chris Froome e Alberto Contador e posteriormente o Giro do Trentino. Enquanto nas clássicas para destacar a 2.ª posição de Borut Božič na Gante-Wevelgem.

##### Nibali: Victoria em Giro d'Italia

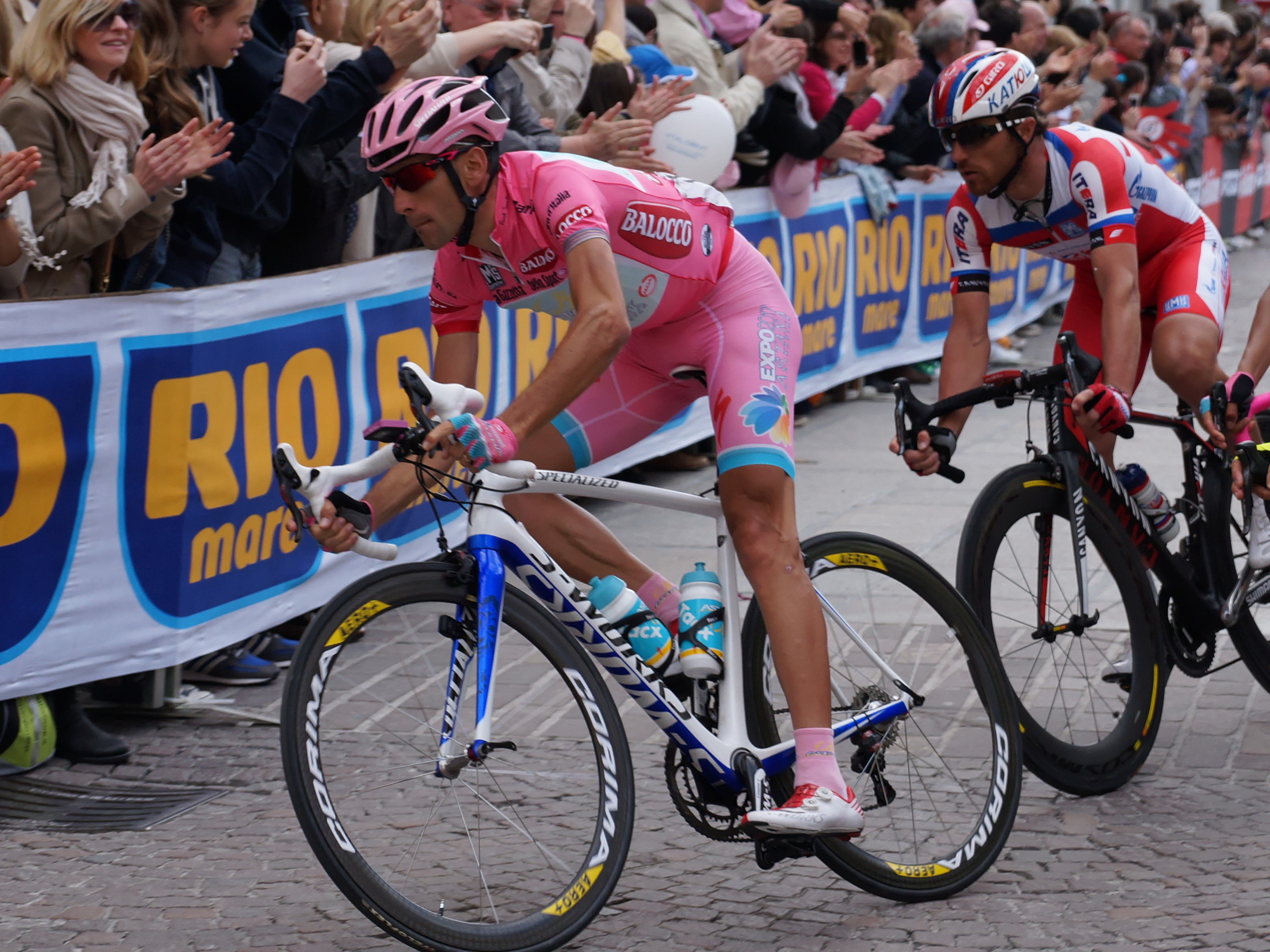
Vincenzo Nibali durante a última etapa do Giro d'Italia de 2013

Para o Giro d'Italia o "tubarão do estreito" (apelido de Nibali) chegou como favorito.  Os seus principais rivais no prévio Bradley Wiggins (ganhador do Tour de 2012) e Ryder Hesjedal (ganhador do Giro de 2012) já nas primeiras etapas mostraram que não estavam ao nível do italiano. Na 7.ª enquanto Nibali era 2º na geral, Hesjedal ainda estava perto, a 3 segundos e Wiggins já estava a 1 min 30 s. Na contrarrelógio da 8.ª etapa com o quarto tempo atingiu-lhe para pôr-se a maglia rosa e de ali em mais foi aumentando as diferenças. Na etapa com final em Altopiano do Montasio Hesjedal derrubou-se e perdeu mais de 20 minutos. Ao dia seguinte Wiggins perdeu 3 minutos e ambos abandonaram a carreira ao finalizar a 12.ª etapa. Cadel Evans a 41 segundos era o mais próximo na geral mas Nibali encarregou-se de distanciar na chegada ao Monte Jafferau, onde lhe cedeu o triunfo a Mauro Santambrogio. Depois ganhou a cronoescalada e por último na Três Cumes de Lavaredo para adjudicar-se o Giro de 2013 com diferenças de quase 5 minutos sobre o 2º, Rigoberto Urán e quase 6 sobre o 3º, Cadel Evans.
No Tour de France não apresentou corredores com aspiração ao título. Com Janez Brajkovič como líder e Jakob Fuglsang como segunda opção, a equipa sofreu uma série de quedas que fizeram abandonar a quatro integrantes (inclusive Brajkovič) suavizando sensivelmente a actuação. Fuglsang na 7.ª colocação foi o melhor da equipa na ronda gala.

##### Volta a Espanha: Nibali bem perto
Na segunda parte da temporada Nibali aprontáva o seguinte objectivo do ano, a Volta a Espanha, sendo 3º na Volta a Burgos.
A Volta a Espanha começou da melhor forma. A Astana ganhou a contrarrelógio por equipa inicial e Janez Brajkovič vestiu-se de vermelho. Na 2.ª etapa com final no Monte da Groba cedeu o maillot, mas a Vincenzo Nibali. O italiano perdeu-o ao dia seguinte a mãos de Chris Horner (RadioShack Leopard) na chegada ao Mirador de Lobeira, mas recuperou-o na 4.ª etapa em Finistère. No Alto de Peñas Blancas perdeu a primeira posição caindo ao quarto lugar recuperando o maillot na contrarrelógio em Tarazona.
As diferença com Horner (seu principal rival) era escassa e rondava os 50 segundos. Mas o italiano sofreu um baixo, primeiro em Aramón Formigal e depois em Peña Cabarga e no Alto del Naranco. Horner lhe descontou em cada chegada em alto alguns segundos, até que no Naranco relegou a Nibali à segunda posição, ainda que só os distanciavam 3 segundos. A última oportunidade para Nibali era a chegada no Angliru e tentou-o desde bem longe atacando a falta de 7 km. Distanciou-se alguns metros mas o estadunidense com um passo firme e tranquilo voltou a ligá-lo. Não menos de quatro vezes o tentou Nibali, sempre com o mesmo resultado até que já esgotado teve que ceder ante um contra ataque de Horner, devendo se conformar com a segunda posição na geral.

#### 2014
Com o triunfo no Giro d'Italia do ano anterior, o principal objectivo da Astana em 2014 era ir pelo Tour de France com Vincenzo Nibali. Para armar uma forte equipa que ajudasse ao "tubarão" na montanha, contratou-se a Michele Scarponi que vinha de 4 anos consecutivos no top 5 da corsa rosa. Também chegaram Lieuwe Westra e Mikel Landa.

##### Giro: Fabio Aru, a revelação
Scarponi foi o líder da equipa para o Giro, no qual partia como um dos candidatos. Estava secundado na montanha por Janez Brajkovič, Paolo Tiralongo, Valerio Agnoli, Mikel Landa e a jovem promessa italiana Fabio Aru quem tinha sido 5º no ano anterior na etapa que ganhou Nibali nas Três Cumes de Lavaredo. Já nas primeiras etapas, Scarponi demonstrou que não estava nas melhores condições e na 8.ª jornada perdeu toda a oportunidade de chegar ao pódio da carreira ao finalizar essa etapa a quase 10 minutos e terminaria abandonando na etapa 16.
Enquanto Aru transformou-se na revelação do Giro. Nas primeiras jornadas mantinha-se com os melhores e encontrava-se 5º na geral. Com um rendimento muito regular, terminou em 3.ª posição do podio, só superado pelos colombianos Quintana e Urán. Os melhores momentos do jovem italiano viram-se na 15.ª etapa, ganhando em solitário em Plano di Montecampione e a 2.ª localização na cronoescalada da Cume Grappa, onde só foi superado por Quintana.

##### Tour: Nibali sem rivais

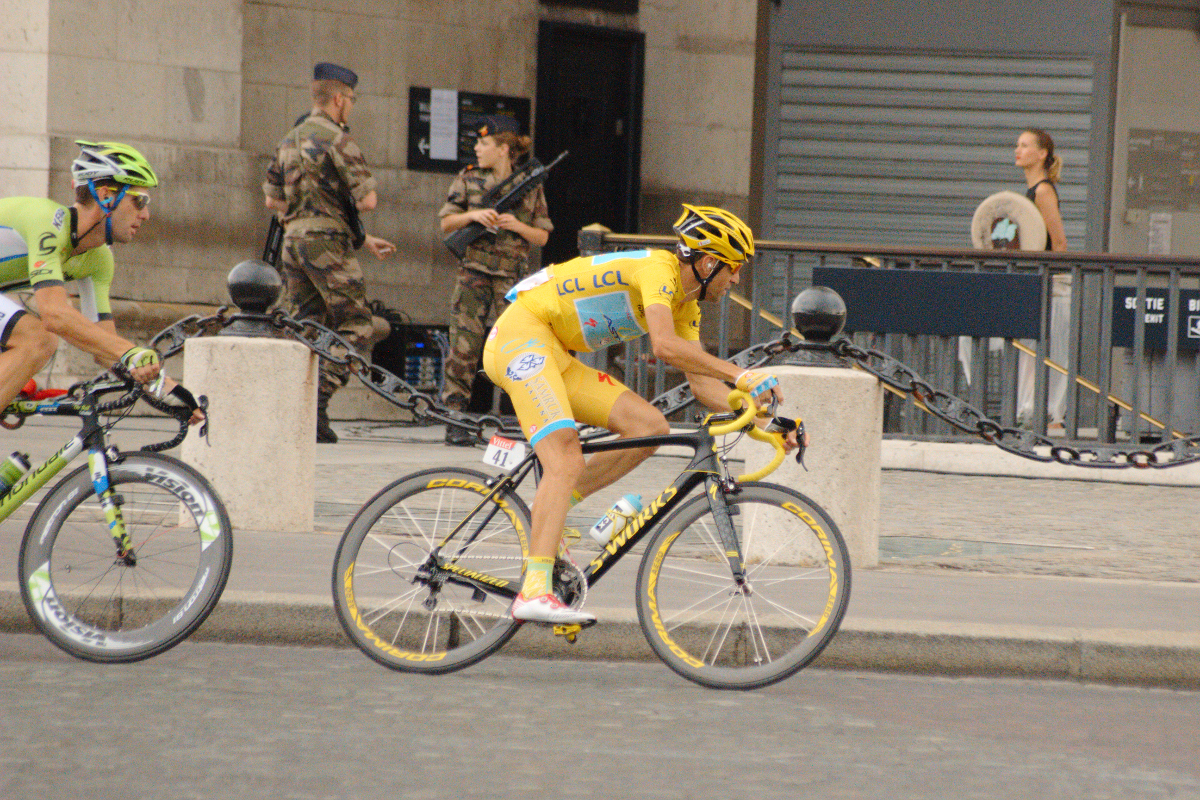
Nibali na última etapa do Tour

Em setembro do 2014, a UCI comunicou que Valentin Iglinskiy tinha dado positivo de EPO num controle antidopagem enquanto disputava o Eneco Tour. O ciclista reconheceu o consumo e foi despedido da equipa.

## Corredor melhor classificado nas Grandes Voltas
| Ano  | Giro d'Italia           | Tour de France           | Volta a Espanha         |
| ---- | ----------------------- | ------------------------ | ----------------------- |
| 2007 | 3.º Eddy Mazzoleni      | Abandono                 | -                       |
| 2008 | 1.º Alberto Contador    | -                        | 1.º Alberto Contador    |
| 2009 | 4.º Levi Leiphemer      | 1.º Alberto Contador     | 13.º Dani Navarro       |
| 2010 | 6.º Aleksandr Vinokúrov | 15.º Aleksandr Vinokúrov | 22.º Josep Jufré        |
| 2011 | 5.º Roman Kreuziger     | 39.º Rémy Di Gregorio    | 18.º Robert Kiserlovski |
| 2012 | 15.º Roman Kreuziger    | 9.º Janez Brajkovič      | 34.º Andréi Kashechkin  |
| 2013 | 1.º Vincenzo Nibali     | 7.º Jakob Fuglsang       | 2.º Vincenzo Nibali     |
| 2014 | 3.º Fabio Aru           | 1.º Vincenzo Nibali      | 5.º Fabio Aru           |
| 2015 | 2.º Fabio Aru           | 4.º Vincenzo Nibali      | 1.º Fabio Aru           |
| 2016 | 1.º Vincenzo Nibali     | 13.º Fabio Aru           | 11.º Michele Scarponi   |
| 2017 | 14.º Dario Cataldo      | 5.º Fabio Aru            | 8.º Miguel Ángel López  |
| 2018 | 3.º Miguel Ángel López  | 12.º Jakob Fuglsang      | 3.º Miguel Ángel López  |
| 2019 | 7.º Miguel Ángel López  | 19.º Alexey Lutsenko     | 5.º Miguel Ángel López  |

## Equipa filial
Em 2012 criou-se o seu filial, o Continental Team Astana (código UCI: AS2). Que veio a recuperar o ciclismo cazaque em categorias profissionais inferiores já que a última equipa nessas categorias foi a Ulan desaparecido em 2008.
No ano 2014 a equipa filial viu-se comprometido numa série de problemas de dopagem com três corredores dando positivo por EPO, pelo qual o director geral da Astana Alexandr Vinokourov se viu obrigado a suspender a atividade da equipa filial.

## Material ciclista
- Bicicletas: Wilier triestina
- Componentes: shimano
- Rodas: vision
- Equipamento: Giordana
- Selins: argon 18
- Capacetes: Limar
- Veículos: Volkswagen

## Equipamento
| 2007-2016 | 2017-2018 |

## Resultados

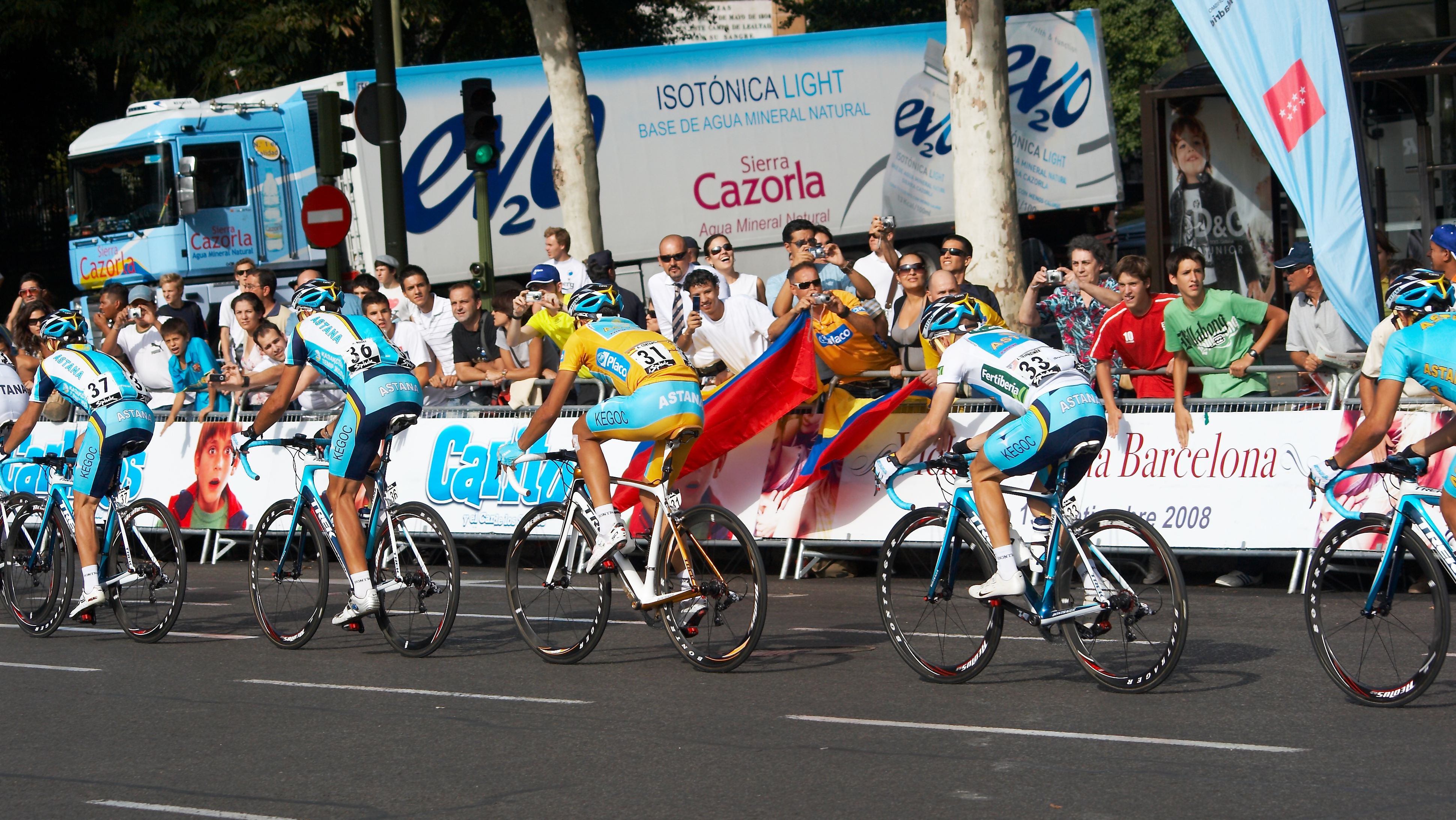
Parte da equipa Astana passando pelo Paseo del Prado, em Madri, durante a última etapa da volta a Espanha 2008. De esquerda a direita: Paulinho, Noval González, Contador e Leipheimer

Na temporada de 2007 conseguiu um total de 21 vitórias, destacando as 2 conseguidas por Alexander Vinokourov no Tour de France, e a vitória de etapa de Paolo Savoldelli no Giro d'Italia. Também destaca a actuação na Dauphiné Libéré, com 2 etapas de Alexandr Vinokourov, 1 de Antonio Colom e 1 de Maxim Iglinskiy. Outras vitórias destacadas são a etapa de Andreas Klöden na Tirreno-Adriático, e 1 etapa de Paolo Savoldelli no Volta à Romandia.
Na temporada de 2008 conseguiu um total de 31 vitórias, destacando a Classificação Geral do Giro d'Italia e da Volta a Espanha conseguidas por Alberto Contador, além das 2 vitórias de etapa de Levi Leipheimer e as 2 de Alberto Contador na Volta a Espanha. Também destacam as vitórias ProTour, com as 2 etapas e a Geral da Volta ao País Basco de Alberto Contador, 1 etapa e a Geral da Volta à Romandia de Andreas Klöden e 1 etapa da Dauphiné Libéré de Levi Leipheimer e outra na Volta à Romandia de Maxim Iglinskiy. Outras vitórias destacadas são as 2 etapas e a Geral da Volta a Castela e Leão de Alberto Contador, a etapa de José Luis Rubiera na Volta a Múrcia e a vitória na Clássica dos Portos de Levi Leipheimer. Ademais conseguiu 3 Campeonatos Nacionais na contrarrelógio, e outros 3 em estrada.

## Classificações UCI
A partir de 2005 a UCI instaurou o circuito profissional de máxima categoria, o UCI ProTour, onde a equipa está desde que se criou em 2007. As classificações da equipa e do seu ciclista mais destacado são as seguintes:
| Ano  | Classificação por equipas | Melhor corredor na classificação individual | Posição |
| 2007 | 12º                       | Andreas Klöden                              | 31º     |
| 2008 | 2º                        | Andreas Klöden                              | 3º      |

Depois de discrepâncias entre a UCI e os organizadores das Grandes Voltas, em 2009 teve-se que refundar a UCI ProTour numa nova estrutura chamada UCI World Ranking, formada por carreiras do UCI World Calendar; a equipa seguiu sendo de categoria UCI ProTour.
| Ano  | Classificação por equipas | Melhor corredor na classificação individual | Posição |
| 2009 | 1º                        | Alberto Contador                            | 1º      |
| 2010 | 8º                        | Alexandr Vinokourov                         | 11º     |
| 2011 | 14º                       | Alexandr Vinokourov                         | 16º     |
| 2012 | 10º                       | Roman Kreuziger                             | 20º     |
| 2013 | 5º                        | Vincenzo Nibali                             | 5º      |
| 2014 | 10º                       | Vincenzo Nibali                             | 5º      |
| 2015 | 5º                        | Fabio Aru                                   | 5º      |
| 2016 | 10º                       | Vincenzo Nibali                             | 12º     |
| 2017 | 15º                       | Fabio Aru                                   | 26º     |
| 2018 | 6º                        | Michael Valgren                             | 12º     |

## Palmarés
Para anos anteriores, veja-se Palmarés da Astana

### Palmarés de 2020

#### UCI World Tour
| Data | Carreiras | Ganhador |

#### UCI ProSeries
| Data | Carreiras | Ganhador |

#### Circuitos Continentais da UCI
| Datas | Circuito | Carreiras | Ganhador |

#### Campeonatos nacionais
| Datas | Carreiras | Ganhador |

## Plantel
Para anos anteriores, veja-se Elencos da Astana

### Elenco de 2020
| Nome                  | Nascimento | Nacionalidade | Equipa 2019                   |
| Alex Aranburu         | 19/09/1995 | Espanha       | Caja Rural-Seguros RGA        |
| Zhandos Bizhigitov    | 10/06/1991 | Cazaquistão   | Astana Pro Team               |
| Manuele Boaro         | 12/03/1987 | Itália        | Astana Pro Team               |
| Hernando Bohórquez    | 22/06/1992 | Colômbia      | Astana Pro Team               |
| Rodrigo Contreras     | 02/06/1994 | Colômbia      | Astana Pro Team               |
| Laurens de Vreese     | 29/09/1988 | Bélgica       | Astana Pro Team               |
| Fabio Felline         | 29/03/1990 | Itália        | Trek-Segafredo                |
| Daniil Fominykh       | 28/08/1991 | Cazaquistão   | Astana Pro Team               |
| Omar Fraile           | 17/07/1990 | Espanha       | Astana Pro Team               |
| Jakob Fuglsang        | 22/03/1985 | Dinamarca     | Astana Pro Team               |
| Yevgeniy Gidich       | 19/05/1996 | Cazaquistão   | Astana Pro Team               |
| Jonas Gregaard Wilsly | 30/07/1996 | Dinamarca     | Astana Pro Team               |
| Dmitriy Gruzdev       | 13/03/1986 | Cazaquistão   | Astana Pro Team               |
| Hugo Houle            | 27/09/1990 | Canadá        | Astana Pro Team               |
| Gorka Izagirre        | 07/10/1987 | Espanha       | Astana Pro Team               |
| Íon Izagirre          | 04/02/1989 | Espanha       | Astana Pro Team               |
| Merhawi Kudus         | 23/01/1994 | Eritreia      | Astana Pro Team               |
| Miguel Ángel López    | 04/02/1994 | Colômbia      | Astana Pro Team               |
| Alexéi Lutsenko       | 07/09/1992 | Cazaquistão   | Astana Pro Team               |
| Davide Martinelli     | 31/05/1993 | Itália        | Deceuninck-Quick Step         |
| Yuriy Natarov         | 28/12/1996 | Cazaquistão   | Astana Pro Team               |
| Vadim Pronskiy        | 04/06/1998 | Cazaquistão   | Astana Pro Team (stagiaire)   |
| Óscar Rodríguez       | 06/05/1995 | Espanha       | Euskadi Basque Country-Murias |
| Luis León Sánchez     | 24/11/1983 | Espanha       | Astana Pro Team               |
| Nikita Stalnov        | 14/09/1991 | Cazaquistão   | Astana Pro Team               |
| Harold Tejada         | 27/04/1997 | Colômbia      | Medellín                      |
| Aleksandr Vlasov      | 23/04/1996 | Rússia        | Gazprom-RusVelo               |
| Artyom Zakharov       | 27/10/1991 | Cazaquistão   | Astana Pro Team               |